# Saccaropina deidrogenasi (NADP+, formante L-lisina)
La saccaropina deidrogenasi (NADP+, L-lisina-formante) è un enzima appartenente alla classe delle ossidoreduttasi, che catalizza la seguente reazione:
N6-(L-1,3-dicarbossipropil)-L-lisina + NADP+ + H2O ⇄ L-lisina + 2-ossoglutarato + NADPH + H+